# ميخائيل أتكينسون (مسؤول)
ميخائيل أتكينسون (بالإنجليزية: Michael Atkinson)‏ هو مسؤول أمريكي، ولد في 16 مايو 1964 في أوسويغو في الولايات المتحدة.